# Daisen (Tottori)
Daisen (大山町?, Daisen-chō) è una cittadina giapponese della prefettura di Tottori.